# 韓休
韓休（673年—740年6月8日），字良士，京兆長安（今陕西西安）人，唐朝政治人物、宰相。

## 生平
为韓大智次子，十二岁能作文章，十八岁博通群书。弱冠应文笔绝伦科，举擢第一，授冀州下博县尉，黄门侍郎李峤见其文章卓越，改授他为蒲州虞乡县尉。任满改陕州桃林县丞。又应制举（由吏部侍郎郑愔主持科举）。
先天元年（712年），韓休與校書郎趙冬曦同中制舉文可以經邦科，再舉賢良方正科（由皇太子李隆基亲自主持），并为乙第，擢為左補闕，不久判主爵員外郎。又转起居郎，迁给事中、中书舍人。進至禮部侍郎，兼知制誥。开元十二年出为虢州刺史，因坚持请求将虢州养马税草均分给其他州，最终得到朝廷允许。一年后以母喪解職，皇帝起复他为左庶子、兼知制诰。韩休固请终丧制。服阙赴职，转為工部侍郎，依旧知制誥。又转兵部侍郎，改尚書右丞。
開元二十一年（733年），侍中裴光庭卒，玄宗敕命萧嵩推舉可代為宰輔者，蕭嵩表示韓休可適任，遂擢拜黃門侍郎、同中書門下平章事。同年十二月转任工部尚書，罷相。二十四年，遷太子少師，封宜陽縣子。二十八年病卒，年六十八，贈揚州大都督，謚曰文忠。寶應元年，又贈太子太師。
韓休工於文辭，張說曰：“韓休之文，有如太羹玄酒，雖雅有典則，而薄於滋味。”墓志载其著有文集二十卷。
虢州位於東京洛陽、西京長安之間，帝"后"時常移駕經過，供應輿駕的糧草賦稅極重，韓休任刺史時奏請平均分攤賦糧於其他州郡。中書令張說回應：“免虢而與它州，此守臣為私惠耳。”韓休還是固執爭論，相關官員坦白是懼怕忤逆宰相之意，韓休說：“刺史幸知民之敝而不救，豈為政哉？雖得罪，所甘心焉。”最後決定如韓休所請。
韓休性格耿直不奉承上意，敢進谏，既為相，天下翕然宜之。萬年尉李美玉有罪，玄宗決定流放嶺南。韓休答：“尉小官，犯非大惡。今朝廷有大奸，請得先治。金吾大將軍程伯獻恃恩而貪，室宅輿馬僭法度，臣請先伯獻，後美玉。”玄宗不允許，韓休固爭：“罪細且不容，巨猾乃置不問，陛下不出伯獻，臣不敢奉詔。”玄宗爭不過而作罷。大致上正直固執像這樣。起初蕭嵩以為韓休溫和柔易才推薦之，韓休遇到事情反而與蕭嵩硬爭，蕭嵩不能平息。宋璟聽聞後說：“不意休能爾，仁者之勇也。”蕭嵩寬博多可，韓休峭鯁，時政得失言之未嘗不盡。唐玄宗曾經在御苑中打獵，或張揚作樂稍有過火，就會視左右問說：“韓休知否？”已而諫疏就呈到了。曾經引鑒默默不樂，左右曰：“自韓休入朝，陛下無一日歡，何自戚戚，不逐去之？”玄宗曰：“吾雖瘠，天下肥矣。且蕭嵩每啟事，必順旨，我退而思天下，不安寢。韓休敷陳治道，多訐直，我退而思天下，寢必安。吾用休，社稷計耳。”

## 韩休墓
韩休墓位于陕西西安市长安区郭新庄村南100米处，2014年3月进行发掘，整个墓葬结构由墓道、5个过洞、5个天井、6个壁龛、封门、甬道、墓室组成。墓室门口出土韩休与夫人柳氏的墓志铭两合。墓室及甬道内均有壁画。墓室东壁有乐舞图，西壁为树下高士图，南壁为朱雀图，北壁为玄武图和山水图。甬道两侧为唐代仕女图、宦官抬箱图壁画。墓室棺床上的棺木已腐朽不见。
韩休墓志盖篆书《大唐故韩府君墓志铭》九字，《大唐故太子少师赠杨州大都督昌黎韩府君墓志铭并序》与新、旧唐书所载的逝世年份不同，应以墓志记载唐玄宗开元二十八年五月十日（740年6月8日）为准。

## 家庭

### 高祖
- 韩护，北周商州刺史、洪雅公

### 曾祖
- 韩尚贤，隋朝邓州长史、袭黄台公

### 祖父
- 韩神符，阆州长史、巫州刺史

### 父亲
- 韓大智，洛州司士參軍，赠吏部郎中

### 夫人
- 河东柳氏，隋朝熊州司马柳孝斌曾孙女，鄜州别驾柳客尼孙女，戎州南溪县令柳明伟之女

### 子女
- 韓浩，高陵尉、万年主簿，赠吏部郎中
- 韓洽，監察御史、殿中侍御史
- 韓洪，司库员外郎、华州長史，赠太常卿
- 韩澣，郊社丞
- 韓汯，諫議大夫
- 韓滉，金紫光禄大夫、检校左仆射、同中书门下平章事、润州刺史、浙江东西十五州观察节度、镇海采石军兼江淮转运等使、晋国忠肃公
- 韩泂，京兆府錄事參軍
- 韓渾，大理司直，赠太常少卿
- 韓洄，兵部侍郎

## 延伸阅读
[在维基数据编辑]
 在维基文库阅读此作者作品
 《舊唐書·卷98》，出自刘昫《舊唐書》
 《新唐書·卷126》，出自《新唐書》